# Moretti Sporting
Moretti Sporting – mały rekreacyjno-terenowy samochód osobowy produkowany przez włoską firmę Moretti.
Samochód ten powstał jako efekt poprawienia przez firmę Moretti pojazdów typu Campagnola. Liczba tych pojazdów jest jednak niewielka.